# كأس إيطاليا 1990–91
كأس إيطاليا 1990–91 (بالإيطالية: Coppa Italia 1990-1991)‏ هو الموسم 44 من كأس إيطاليا. أقيم خلال الفترة 26 أغسطس 1990 وحتى 9 يونيو 1991، وأشرف على تنظيمه اتحاد إيطاليا لكرة القدم، وكان عدد الأندية المشاركة فيه 48، وفاز فيه نادي روما.